# Hutt (Star Wars)
Los hutt son una raza del universo ficticio de Star Wars. Aparecen en La amenaza fantasma, El regreso del Jedi, en la edición especial de Una nueva esperanza,  en la última película de animación: La guerra de los Clones y en la serie de Disney+ El Libro de Boba Fett.
También aparecen en varios juegos de Star Wars, incluyendo aquellos basados en las películas, y la serie Knights of the Old Republic. Se caracterizan por ser poco amistosos y generalmente estar involucrados en el crimen organizado.
En las series de cómics Tales of the Jedi: Golden Age of the Sith y Tales of the Jedi: The Fall of the Sith Empire, hay un personaje hutt llamado Aarrba que es simpatizante a los personajes principales, Gav y Jori Daragon.

## Descripción
Los hutt son una especie de gasterópodos con brazos pequeños, bocas profundas, largas lenguas y grandes ojos, que controlan, como gánsteres galácticos, un gran territorio espacial, llamado el Espacio Hutt. La especie es originaria del planeta Varl, pero adoptaron a Nal Hutta como su mundo hogar.
Un hutt adulto es una criatura obesa, pesando en total más o menos una tonelada. Tal vez inconscientemente, ellos se volvieron sedentarios, pasando sus días en absoluta flojera, y viajando en repulsores o en plataformas tiradas por esclavos. Mucha de su masa descansa en sus largas y grandes colas. En la sociedad hutt, la obesidad equivale a poder y status, mientras los hutt delgados son considerados desafortunados y débiles.
De hecho, la anchura de un hutt, gordura y poderosa musculatura, les permite moverse mucho más rápido que sus pies, que terminaron uniéndose a la cola. Su anchura, su gran capa de grasa y volumen es fruto de la evolución, manteniendo la temperatura de su cuerpo. De hecho, la piel de un hutt es suficientemente gruesa para resistir muchos disparos láser antes de tocar un órgano vital, dándole al hutt el tiempo suficiente para aplastar a su atacante. También son resistentes a muchos elementos químicos que para otras razas son letales.
Los hutt son también inmunes a control mediante la Fuerza por tener una mente muy desarrollada, muchos de ellos son calculadores e inteligentes. Tienen la habilidad de ver la luz ultravioleta y otras frecuencias invisibles para el ojo humano. Por esto, muchos hutt construyen sus palacios en penumbra, para poder superar a los que lo rodean en visión.
Los hutt carecen de un esqueleto convencional, pero poseen una armadura como manto, que les ayuda a soportar todo el peso de su cuerpo. Pueden aguantar la respiración por un gran periodo de tiempo y son omnívoros.
Los hutt no acostumbran a hablar el Básico Galáctico, hablan un idioma propio (la lengua hutt), extrañamente entendida por seres de otras especies que tratan con ellos.

## Orígenes
Está claro que los Hutt no son originarios de Tatooine y que vinieron de otros lugares en busca de riquezas fáciles. De hecho, los Hutt no podrían moverse por la arena caliente del desierto, ni durar más de 15 minutos fuera de sus palacios y villas en los desiertos calurosos de Tatooine sin usar algún medio de transporte en el que no se sienta mucho el calor ni les dé el sol, como por ejemplo, la barcaza de Jabba el Hutt.
Los hutt son originarios de un planeta boscoso llamado Varl, en un sistema solar binario consistente de dos estrellas, Evona y Ardos, las cuales los Hutt adoraban como dioses. De acuerdo a la leyenda Hutt, Evona fue succionada por un hoyo negro, y Ardos colapsó en sí mismo para consternación de su compañera. Ya que sobrevivieron a la muerte de sus "dioses", creyeron que se habían convertido en dioses, de ahí su egocentrismo. Los científicos creen que los Hutt destruyeron su mundo en una guerra civil.
Después de la devastación de Varl, los Hutt emigraron a un planeta llamado Evocar, y desplazaron a sus pacíficos nativos con negocios sucios, Incluso llegando tan lejos como para desalojarlos. Los Hutt renombraron su nuevo planeta como Nal Hutta (Joya Gloriosa en su idioma).
Nal Hutta es la capital del espacio hutt, el imperio de las especies. La luna primaria de Nal Hutta es Nar Shaddaa.
Antes del establecimiento de la Antigua República, los Hutts fueron la especie dominante en la galaxia. A pesar de ello no construyeron un imperio extenso; su dominio se centró en el comercio y en imperios económicos.

## Gánsteres
Los hutt se hicieron muy ricos gracias a sus continuos negocios. Cuando moría un hutt importante, su heredero ocupaba su lugar. Entre los hutt existía una enorme rivalidad y no era raro verlos en guerra con otros señores del crimen hutt. Guerra que realizaban con sus enormes ejércitos personales de mercenarios y con cazadores de recompensas y androides asesinos. A estas criaturas les gustaba tener más que los demás y eran muy capaces de tomar de los otros todo lo que necesitaban. Los hutt más poderosos tenían una gran cantidad de deudores, al igual que potenciales asesinos quienes quieren obtener el control de sus organizaciones.

## Hutt famosos
- Jabba el Hutt
- Gardulla la Hutt
- Rotta el Hutt
- Ziro el Hutt
- Grappa el Hutt
- Graballa el Hutt
- Beldorion